# Pim Hofstra
Pim Hofstra(1952, Leeuwarden) is een filmregisseur en schrijver.
In eerste instantie was Hofstra actief in het maken van films. In de jaren negentig publiceerde hij enkele bundeltjes literatuur. Gerrit Komrij nam drie gedichten uit de bundel Ianus op in zijn bloemlezing.

## Film
- De dingen
- Het aanzeggen van de wacht
- Going, going, gone

## Proza
- De Leeghwaters (1995)

## Poëzie
- Ianus (1995)
- Dienaar (1996)

## Bloemlezingen
Poëzie van Pim Hofstra is in de volgende bloemlezingen aangetroffen:
- De Nederlandse poëzie van de 19de en 20ste eeuw. Bert Bakker, Amsterdam, 1996 (10de herz. druk).
- Komrij's Nederlandse poëzie van de 19de t/m de 21ste eeuw in 2000 en enige gedichten. Bert Bakker, Amsterdam, 2004.
- Spiegel van de moderne Nederlandse en Vlaamse dichtkunst. Balans, Amsterdam, 2005.